# Толмачево (Брестская область)
Толма́чево (бел. Талмачава) — деревня в Столинском районе Брестской области Беларуси. Входит в состав Большемалешевского сельсовета. Расположена в 40 км от Столина, в 285 км от Бреста, в 40 км от железнодорожной станции Житковичи. Население — 516 человек (2019).

## История
В начале XX века в составе Туровской волости Мозырского уезда Минской губернии Российской империи.
С 1921 по 1939 годы в составе Хорской гмины Лунинецкого повята Полесского воеводства Польши. С 1939 года в составе БССР. С 12 октября 1940 года в составе Ольгомельского сельсовета Давыд-Городокского района Пинской области.
C июля 1941 года по июль 1944 года была оккупирована немецко-фашистскими войсками. На фронте и в результате партизанской деятельности погибло 19 жителей деревни.
С 8 января 1954 года в составе Брестской области. В 1970 году в составе колхоза «Дружба». Позднее в составе колхоза «Новая жизнь».

## Население
Население деревни на 2019 год составляло 516 человек.
| 1909 | 1921  | 1939  | 1970   | 2005  | 2009  | 2019  |
| ---- | ----- | ----- | ------ | ----- | ----- | ----- |
| 389  | ▼ 294 | ▲ 373 | ▲ 1305 | ▼ 527 | ▲ 535 | ▼ 516 |

## Инфраструктура
Работали магазин, клуб.

## Достопримечательность

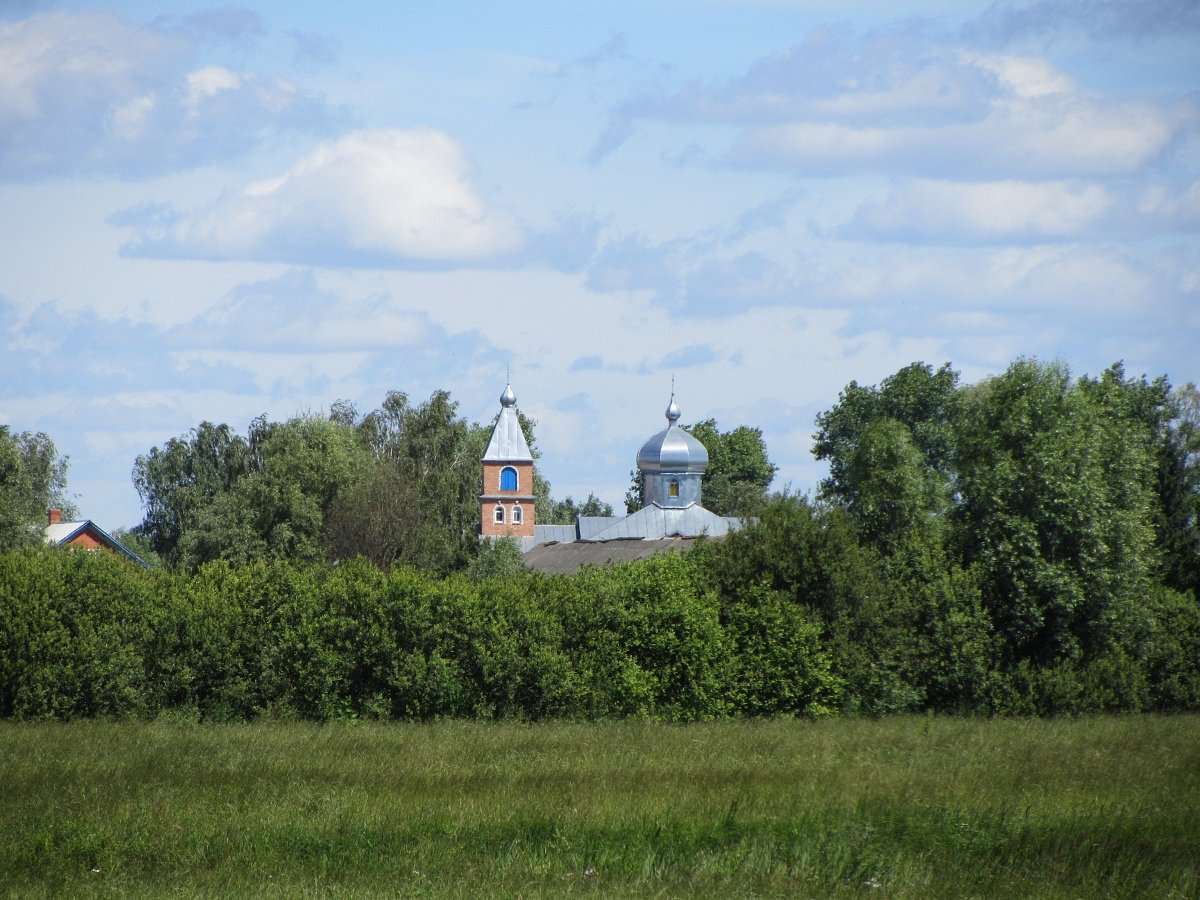
Церковь в честь Рождества Христова

- Церковь в честь Рождества ХристоваОбелиск (1971). Для увековечения памяти 19 воинов-односельчан, погибших в годы Великой Отечественной войны[2].
- Церковь в честь Рождества Христова (2007—2009 гг.).